# Spanbeck

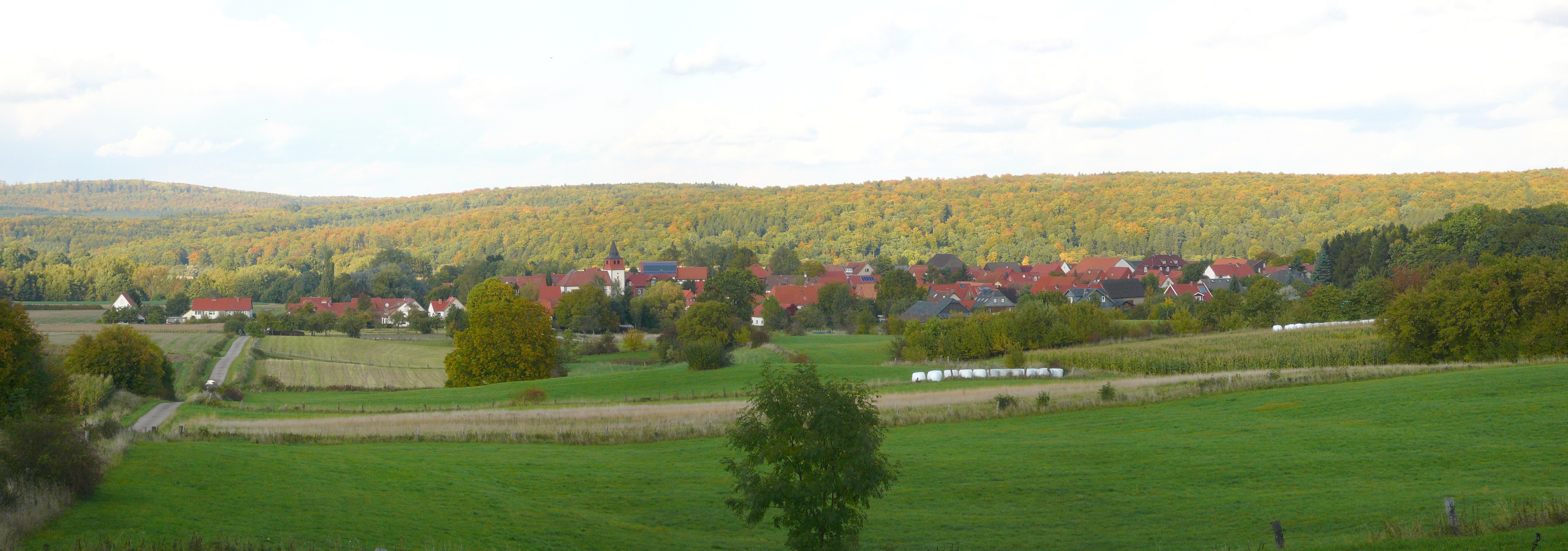
Blick von Südsüdwesten auf Spanbeck

Spanbeck gehört zum Flecken Bovenden in Niedersachsen. Dieses Dorf liegt zwischen Nörtener Wald, Gillersheimer Forst und Pleßforst nördlich der Lippberge.

## Geschichte
Das landwirtschaftlich geprägte Spanbeck wurde 1284 als „Spadenbeke“ erstmals urkundlich erwähnt. Die Grundlage des Ortsnamens bildet der Name des durch das Dorf fließenden Baches, der heute in seinem Oberlauf Springe, dann Pletze und anschließend im Unterlauf Mühlengraben genannt wird. Spanbeck gehörte seit dem Mittelalter zum Herrschaftsgebiet der Burg Plesse. Im Nordosten lag eine Siedlung namens Aspe, die schon 1050 genannt wurde und von der im Wald noch Reste der Wölbäcker erhalten sind.
Am 1. Januar 1973 wurde Spanbeck in den Flecken Bovenden eingegliedert.
Ortsbürgermeister von Spanbeck ist Klaus-Dieter Stümpel (SPD).

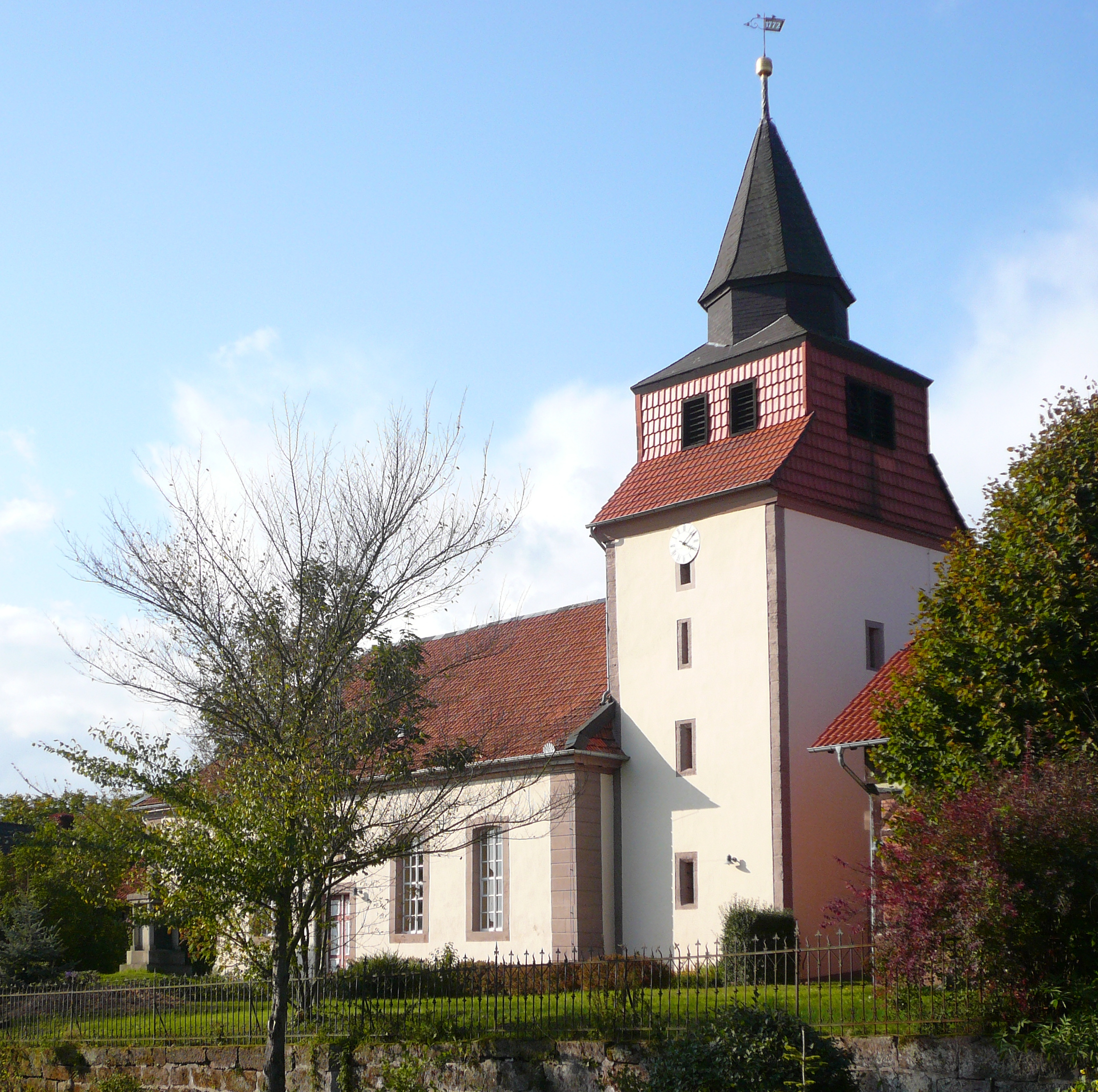
Ev. Kirche in Spanbeck (2008)

## Politik
Spanbeck hat einen fünfköpfigen Ortsrat, der seit der Kommunalwahl 2021 ausschließlich von Mitgliedern der SPD besetzt ist.

## Besonderes
Eine Sehenswürdigkeit ist der Kirchturm; er war ursprünglich ein Wehrturm, hatte einen gotischen Eingang (jetzt hinter dem Altar sichtbar) und stammt aus dem 13. Jahrhundert. Der verputzte rechteckige Kirchensaal wurde 1772 errichtet. An gleicher Stelle war 1540 der erste Kirchensaal errichtet worden.
Östlich neben der Kirche steht das 1897 errichtete Fachwerkgebäude der alten Schule, in der sich seit 1999 das Gemeindehaus der Kirchengemeinde befindet.